# Py (Pyrénées-Orientales)
Pour les articles homonymes, voir Py.
Py  ou Pi de Conflent (catalan) est une commune française, située dans le sud du département des Pyrénées-Orientales en région Occitanie. Ses habitants sont appelés les Pinencs. Sur le plan historique et culturel, la commune est dans le pays de Conflent, correspondant à l'ensemble des vallées pyrénéennes qui « confluent » avec le lit creusé par la Têt entre Mont-Louis et Rodès.
Exposée à un climat de montagne, elle est drainée par la rivière de Rotja et par divers autres petits cours d'eau. Incluse dans le parc naturel régional des Pyrénées catalanes, la commune possède un patrimoine naturel remarquable : un site Natura 2000 (le « Canigou-Conques de La Preste »), un espace protégé (la réserve naturelle nationale de Py) et trois zones naturelles d'intérêt écologique, faunistique et floristique.
Py est une commune rurale qui compte 79 habitants en 2022, après avoir connu un pic de population de 667 habitants en 1851. Elle fait partie de l'aire d'attraction de Prades. Ses habitants sont appelés les Pyens ou  Pyennes.

## Géographie

### Localisation
La commune de Py se trouve dans le département des Pyrénées-Orientales, en région Occitanie.
Elle se situe à 50 km à vol d'oiseau de Perpignan, préfecture du département, à 15 km de Prades, sous-préfecture, et à 26 km d'Amélie-les-Bains-Palalda, bureau centralisateur du canton du Canigou dont dépend la commune depuis 2015 pour les élections départementales.
La commune fait en outre partie du bassin de vie de Prades.
Les communes les plus proches sont : 
Mantet (4,1 km), Sahorre (4,2 km), Casteil (5,2 km), Escaro (5,5 km), Vernet-les-Bains (6,6 km), Fuilla (7,4 km), Nyer (7,4 km), Corneilla-de-Conflent (8,2 km).
Sur le plan historique et culturel, Py fait partie de la région de Conflent, héritière de l'ancien comté de Conflent et de la viguerie de Conflent. Ce pays correspond à l'ensemble des vallées pyrénéennes qui « confluent » avec le lit creusé par la Têt entre Mont-Louis, porte de la Cerdagne, et Rodès, aux abords de la plaine du Roussillon.

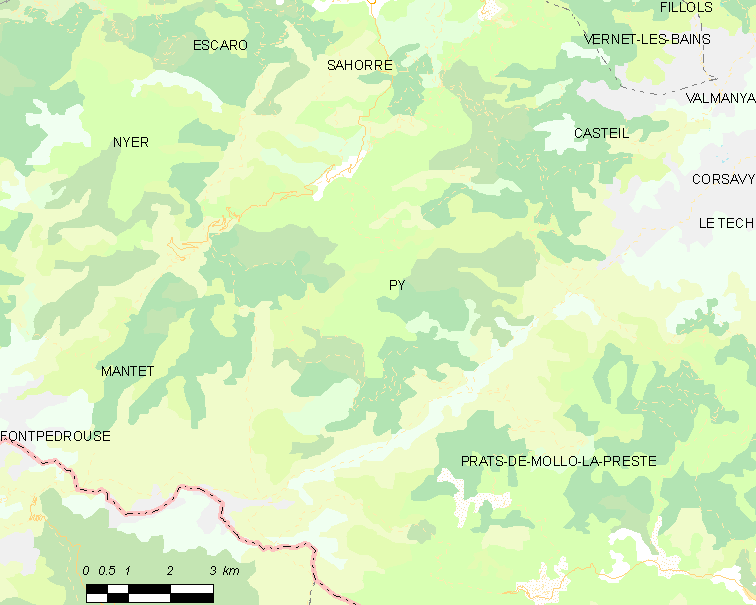
Situation de la commune.

| Escaro (par un quadripoint) | Sahorre                  |         |
| Nyer                        | Py                       | Casteil |
| Mantet                      | Prats-de-Mollo-la-Preste |         |

### Géologie et relief
La commune est classée en zone de sismicité 4, correspondant à une sismicité moyenne.

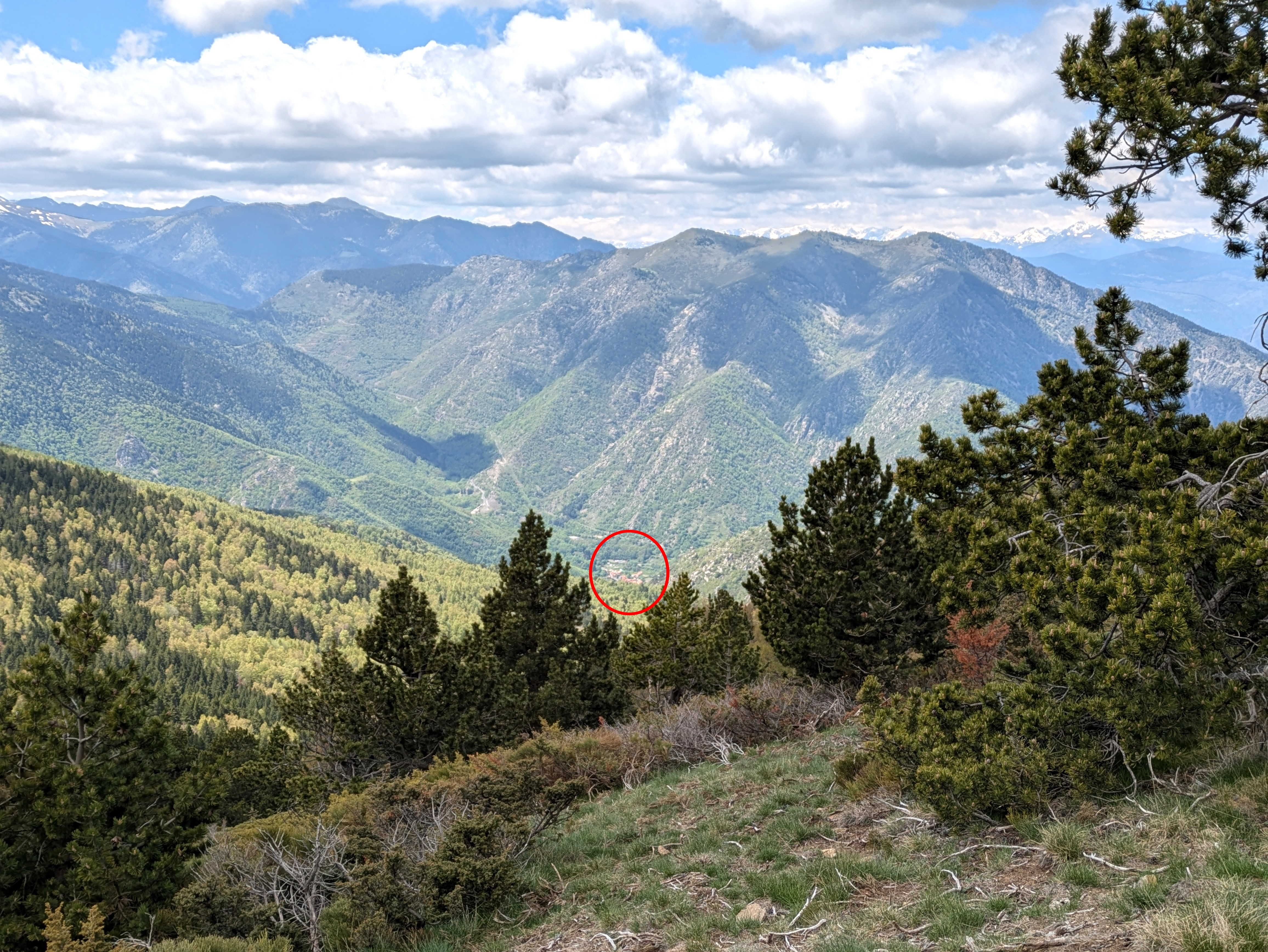
Le village of Py se situe au pied du massif de Tres Estelles.
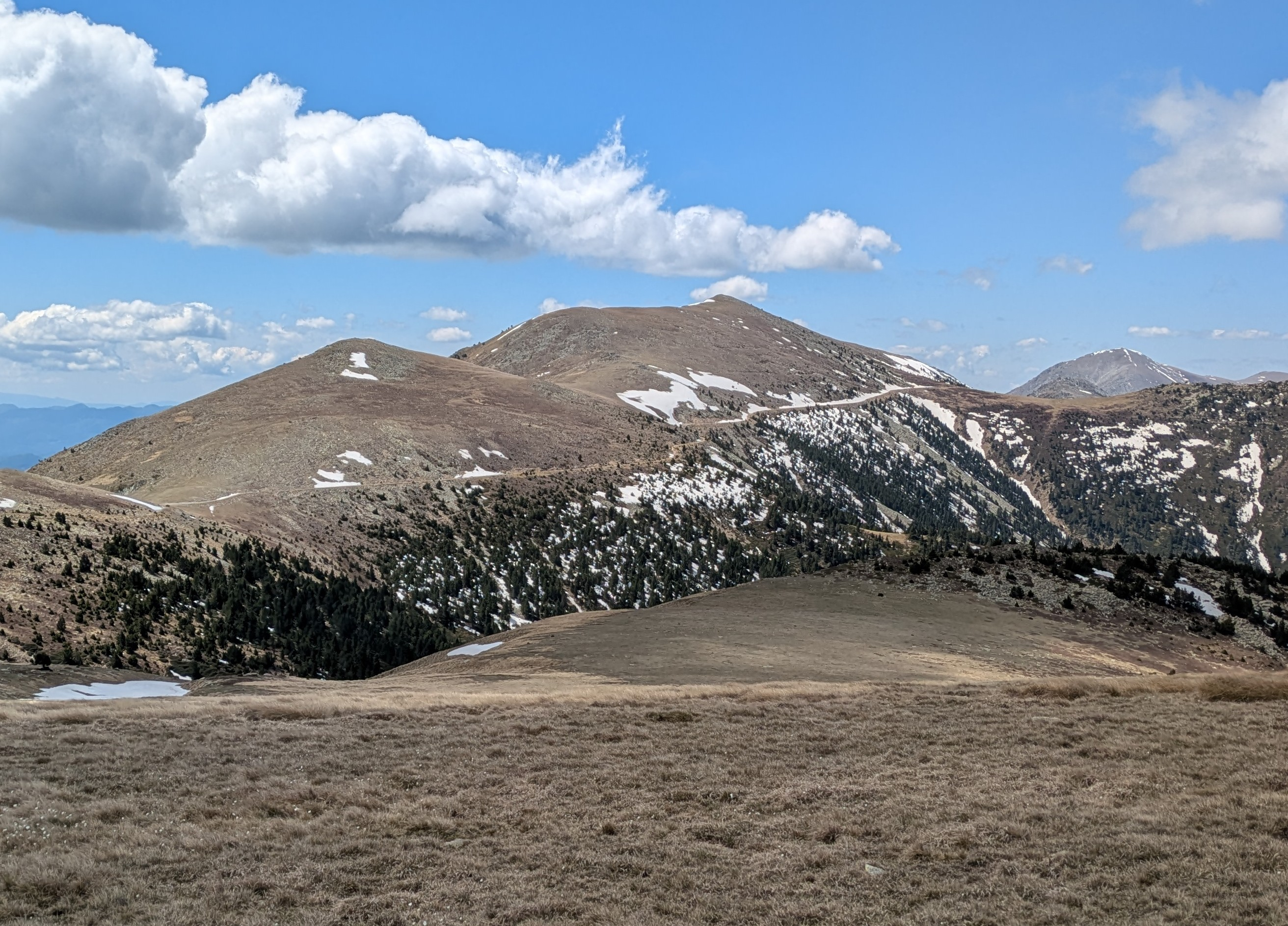
Puig de la Collada Verda, 2403m, vu depuis le pla Guillem, à l'extrémité est de la commune.

### Climat
Pour des articles plus généraux, voir Climat de l'Occitanie et Climat des Pyrénées-Orientales.
En 2010, le climat de la commune est de type climat des marges montargnardes, selon une étude du CNRS s'appuyant sur une série de données couvrant la période 1971-2000. En 2020, Météo-France publie une typologie des climats de la France métropolitaine dans laquelle la commune est exposée à un climat de montagne ou de marges de montagne et est dans la région climatique Pyrénées orientales, caractérisée par une faible pluviométrie, un très bon ensoleillement (2 600 h/an), un air sec, particulièrement en hiver et peu de brouillards.
Pour la période 1971-2000, la température annuelle moyenne est de 10,2 °C, avec une amplitude thermique annuelle de 14,6 °C. Le cumul annuel moyen de précipitations est de 771 mm, avec 5,7 jours de précipitations en janvier et 6,1 jours en juillet. Pour la période 1991-2020, la température moyenne annuelle observée sur la station météorologique la plus proche, située sur la commune du Tech à 18 km à vol d'oiseau, est de 12,9 °C et le cumul annuel moyen de précipitations est de 1 146,5 mm,. Pour l'avenir, les paramètres climatiques de la commune estimés pour 2050 selon différents scénarios d'émission de gaz à effet de serre sont consultables sur un site dédié publié par Météo-France en novembre 2022.

### Milieux naturels et biodiversité

#### Espaces protégés
La protection réglementaire est le mode d’intervention le plus fort pour préserver des espaces naturels remarquables et leur biodiversité associée,.
Deux espaces protégés sont présents sur la commune : 
- le parc naturel régional des Pyrénées catalanes, créé en 2004 et d'une superficie de 139 062 ha, qui s'étend sur 66 communes du département. Ce territoire s'étage des fonds maraîchers et fruitiers des vallées de basse altitude aux plus hauts sommets des Pyrénées-Orientales en passant par les grands massifs de garrigue et de forêt méditerranéenne[16],[17] ;
- la réserve naturelle nationale de Py, classée en 1984 et d'une superficie de 4 427 ha, s’étage de 950 mètres à 2 465 mètres et correspond au sud du bassin versant de la Rotjà. Le site présente une grande diversité de la végétation qui couvre quatre étages successifs : collinéen, montagnard, subalpin et alpin[18],[19].

#### Réseau Natura 2000

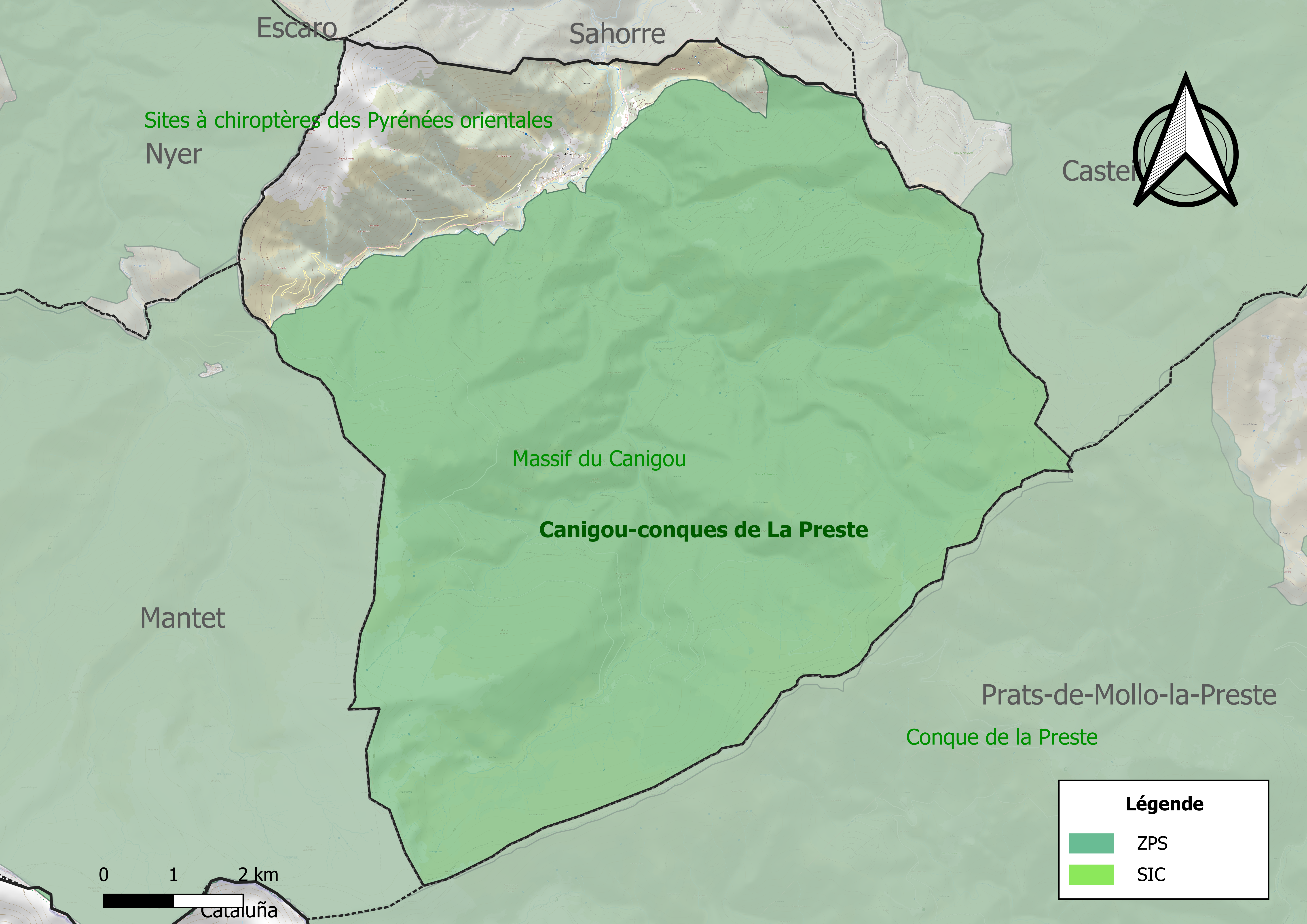
Sites Natura 2000 sur le territoire communal.

Le réseau Natura 2000 est un réseau écologique européen de sites naturels d'intérêt écologique élaboré à partir des directives habitats et oiseaux, constitué de zones spéciales de conservation (ZSC) et de zones de protection spéciale (ZPS).
Un site Natura 2000 a été défini sur la commune au titre de la directive oiseaux : référence FR9110076. D'une superficie de 20 224 ha, il abrite une avifaune de montagne riche et diversifiée, tant au niveau des rapaces que des passereaux et des galliformes. Il est également fréquenté régulièrement par deux couples de gypaètes barbus et, en été, par un nombre important de vautours fauves en provenance du territoire espagnol.

#### Zones naturelles d'intérêt écologique, faunistique et floristique
L’inventaire des zones naturelles d'intérêt écologique, faunistique et floristique (ZNIEFF) a pour objectif de réaliser une couverture des zones les plus intéressantes sur le plan écologique, essentiellement dans la perspective d’améliorer la connaissance du patrimoine naturel national et de fournir aux différents décideurs un outil d’aide à la prise en compte de l’environnement dans l’aménagement du territoire.
Deux ZNIEFF de type 1 sont recensées sur la commune :
la « réserve Naturelle Nationale de Py » (4 322 ha) et 
le « versant sud du pic de Très Estelles » (1 090 ha), couvrant 2 communes du département
et une ZNIEFF de type 2, : 
le « massif du Canigou » (19 263 ha), couvrant 15 communes du département.

Carte des ZNIEFF de type 1 et 2 à Py.
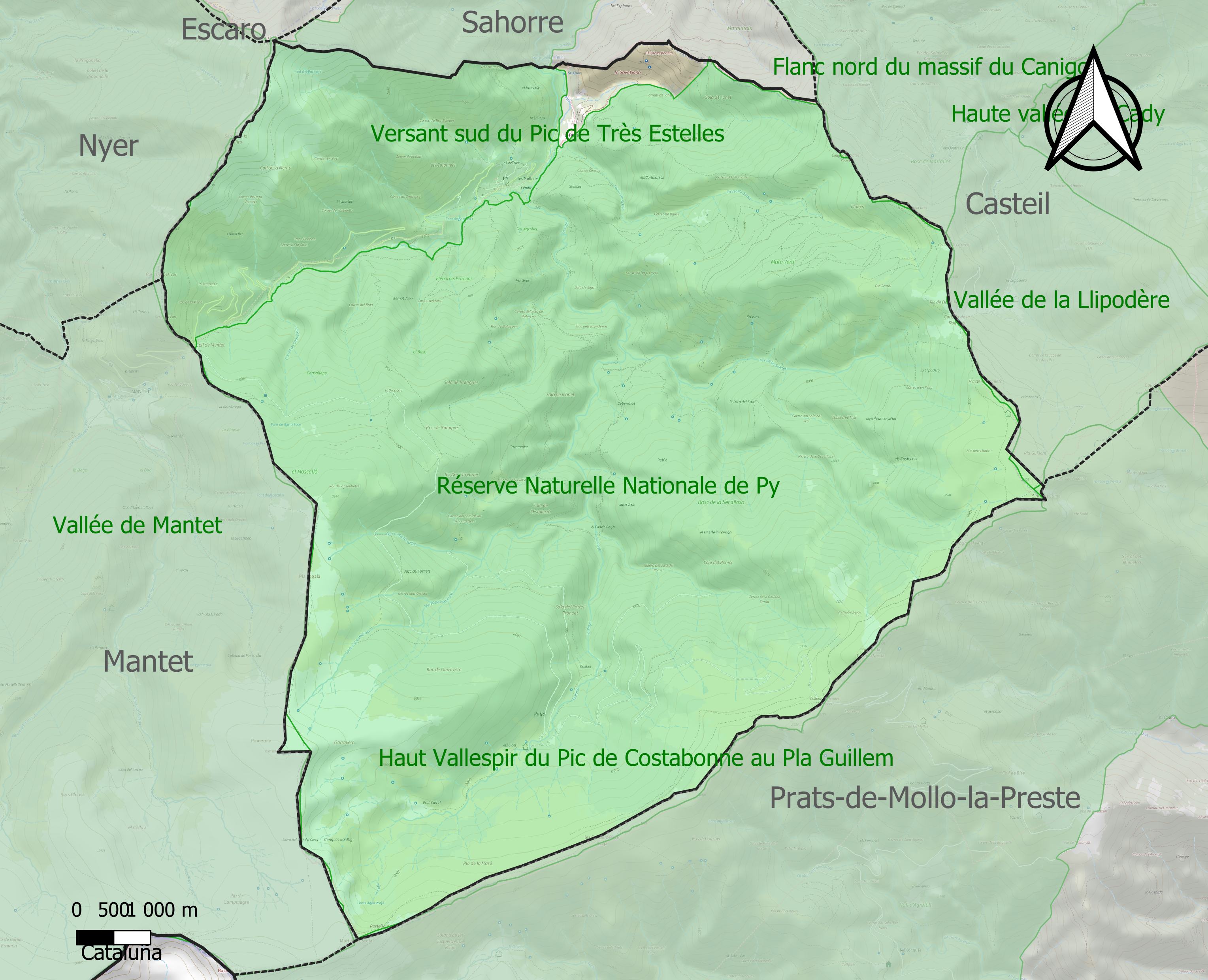
Carte des ZNIEFF de type 1 sur la commune.
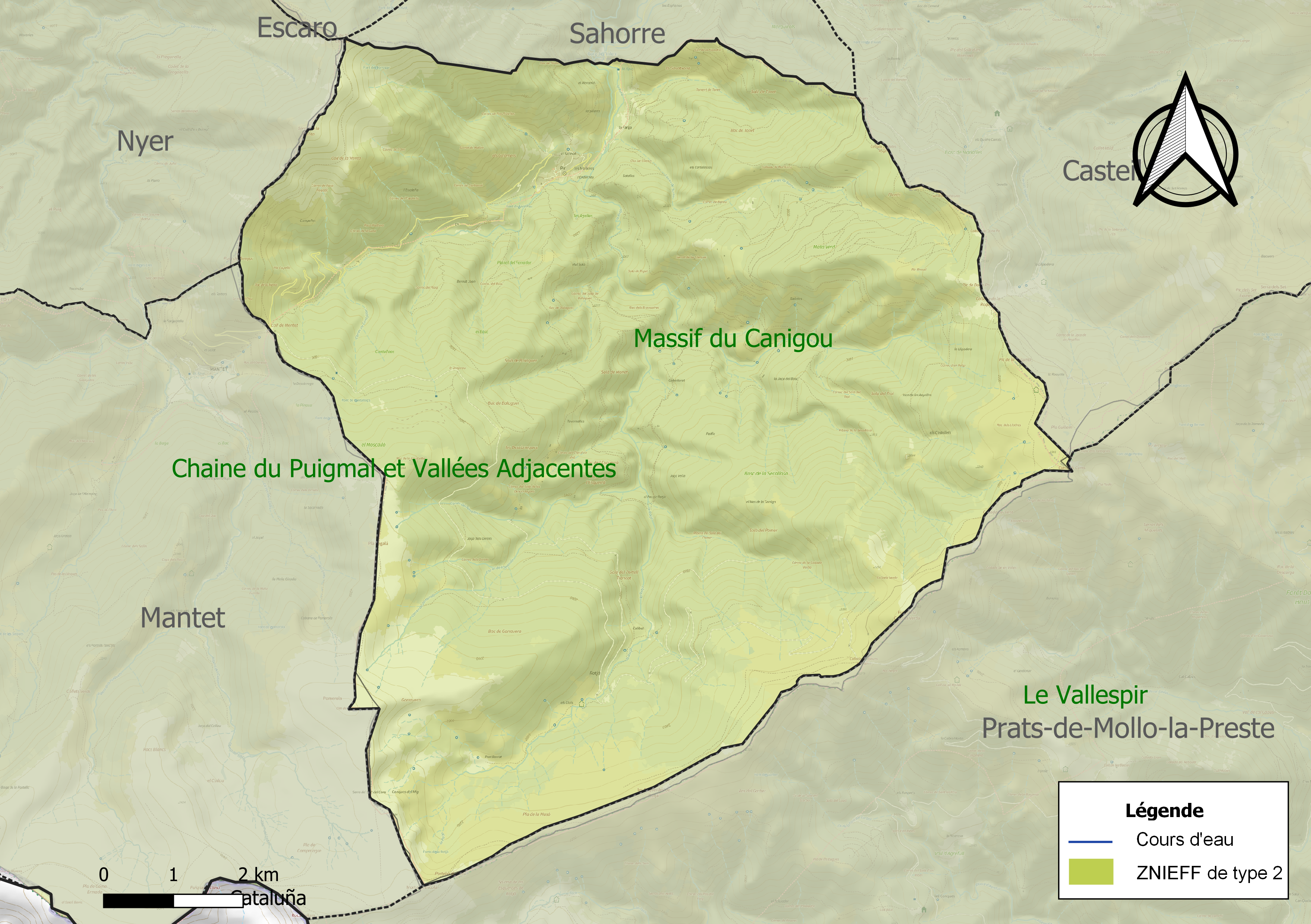
Carte de la ZNIEFF de type 2 sur la commune.

## Urbanisme

### Typologie
Au 1er janvier 2024, Py est catégorisée commune rurale à habitat dispersé, selon la nouvelle grille communale de densité à sept niveaux définie par l'Insee en 2022.
Elle est située hors unité urbaine. Par ailleurs la commune fait partie de l'aire d'attraction de Prades, dont elle est une commune de la couronne,. Cette aire, qui regroupe 26 communes, est catégorisée dans les aires de moins de 50 000 habitants,.

### Occupation des sols
L'occupation des sols de la commune, telle qu'elle ressort de la base de données européenne d’occupation biophysique des sols Corine Land Cover (CLC), est marquée par l'importance des forêts et milieux semi-naturels (99,2 % en 2018), une proportion identique à celle de 1990 (99,2 %). La répartition détaillée en 2018 est la suivante : 
forêts (55,4 %), milieux à végétation arbustive et/ou herbacée (39,9 %), espaces ouverts, sans ou avec peu de végétation (3,9 %), prairies (0,8 %). L'évolution de l’occupation des sols de la commune et de ses infrastructures peut être observée sur les différentes représentations cartographiques du territoire : la carte de Cassini (XVIIIe siècle), la carte d'état-major (1820-1866) et les cartes ou photos aériennes de l'IGN pour la période actuelle (1950 à aujourd'hui).

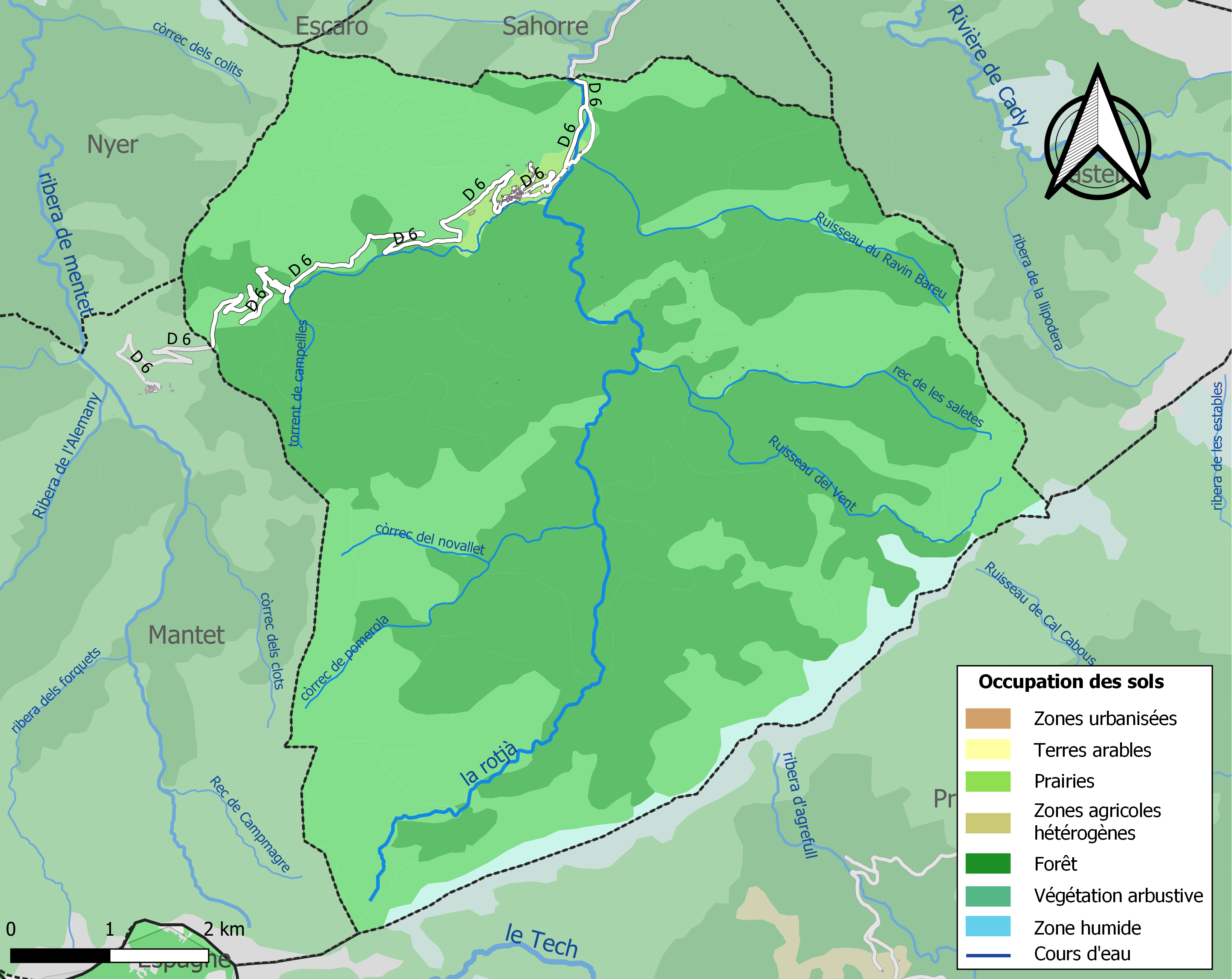
Carte des infrastructures et de l'occupation des sols de la commune en 2018 (CLC).

### Voies de communication et transports
La ligne 525 (Py - Ria - Prades) du réseau régional liO dessert la commune.

### Risques majeurs
Le territoire de la commune de Py est vulnérable à différents aléas naturels : inondations, climatiques (grand froid ou canicule), feux de forêts, mouvements de terrains, avalanche  et séisme (sismicité moyenne). Il est également exposé à un risque particulier, le risque radon,.

#### Risques naturels
Certaines parties du territoire communal sont susceptibles d’être affectées par le risque d’inondation par crue torrentielle de cours d'eau du bassin de la Têt.
Les mouvements de terrains susceptibles de se produire sur la commune sont soit des mouvements liés au retrait-gonflement des argiles, soit des glissements de terrains, soit des chutes de blocs. Une cartographie nationale de l'aléa retrait-gonflement des argiles permet de connaître les sols argileux ou marneux susceptibles vis-à-vis de ce phénomène.

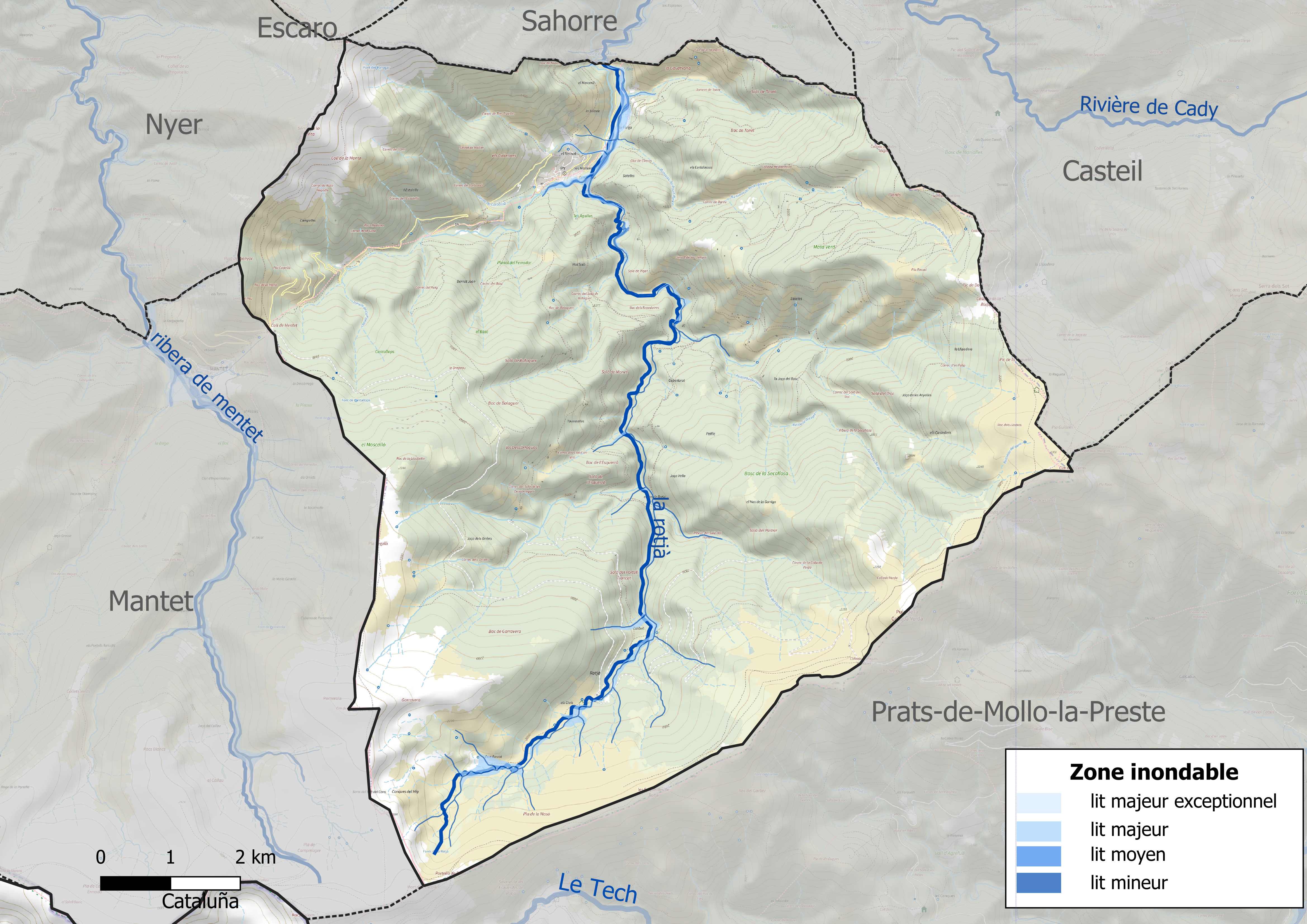
Carte des zones inondables.
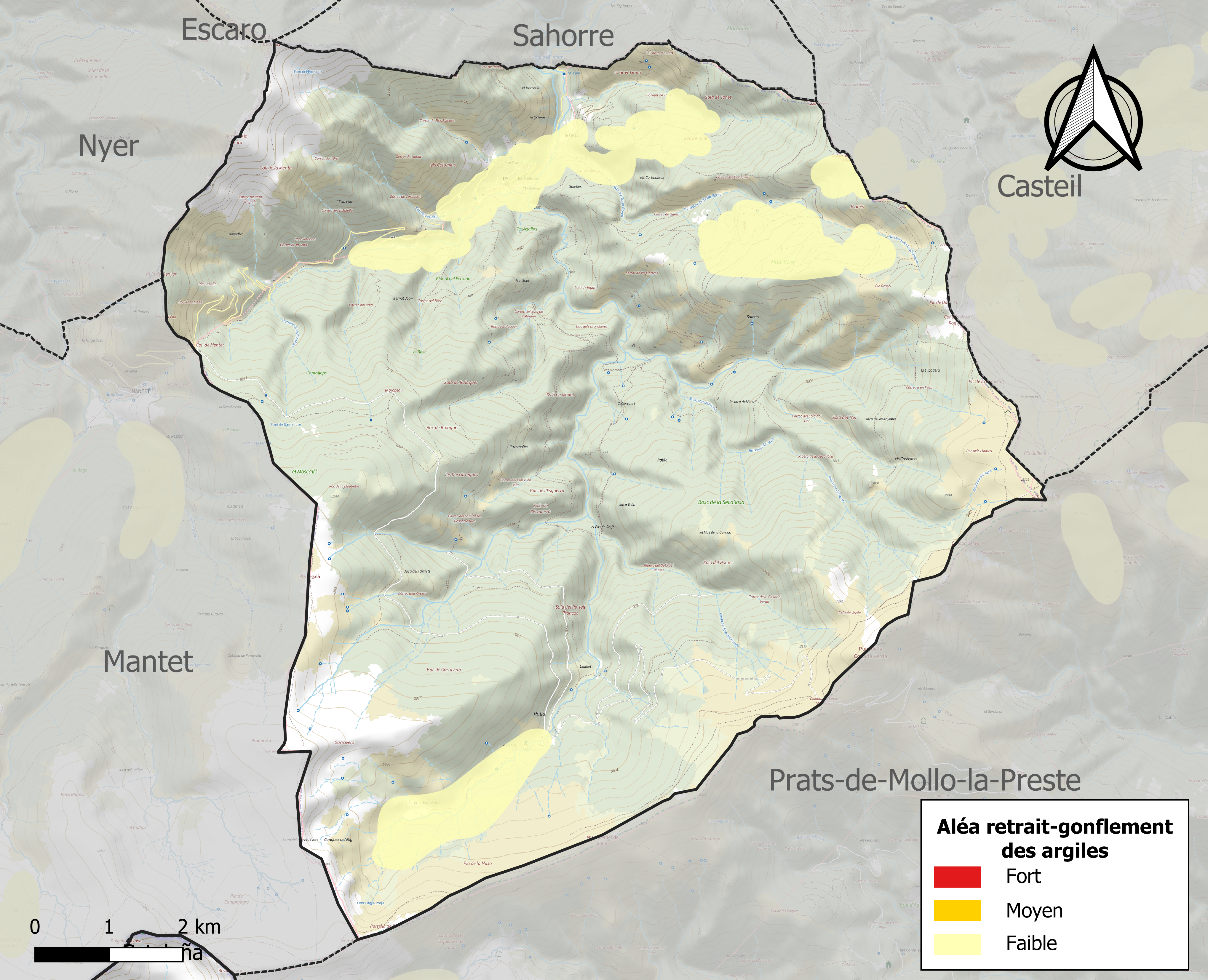
Carte des zones d'aléa retrait-gonflement des argiles.

#### Risque particulier
Dans plusieurs parties du territoire national, le radon, accumulé dans certains logements ou autres locaux, peut constituer une source significative d’exposition de la population aux rayonnements ionisants. Toutes les communes du département sont concernées par le risque radon à un niveau plus ou moins élevé. Selon la classification de 2018, la commune de Py est classée en zone 3, à savoir zone à potentiel radon significatif.

## Toponymie

### Attestations anciennes
Le nom de Py apparaît en l'an 950 sous la forme Villa Pino; Pinum au Xe et XIe siècles; Pi au XVIIe siècle, francisé en Py au XVIIIe siècle.
De nos jours, en catalan, le nom de la commune est Pi de Conflent.

### Étymologie
Du latin pinus désignant le pin, qui a donné le catalan pi « pin ». Cette famille toponymique sans article défini est bien attestée, notamment dans le sud-ouest, ex : Pin-L'Emagny (Haute-Saône); Pin-Balma (Haute-Garonne); Pins-Justaret (Haute-Garonne); Pin-Moriès (Lozère, de Pino 1109) et peut-être Pis (Gers), sans compter les très nombreux Le Pin avec l'article défini. L'usage régional emploie plutôt les noms de plantes de manière collective dans les toponymes et aurait donc donné Pineda (« lieu planté de pins » cf. pinède). Pinus est aussi un anthroponyme latin qui procède lui-même du nom commun latin pinus « pin ». C'est pourquoi on peut y voir également le nom du propriétaire d'un domaine de l'époque franque comme pourrait l'attester la forme la plus ancienne Villa Pino, à moins qu'il ne s'agisse d'un « domaine rural caractérisé par un pin (remarquable) », car -o est la désinence du datif et de l'ablatif et dans le cas d’un anthroponyme, on attendrait la désinence -i du génitif. Par la suite, le -n final est tombé, selon un processus courant pour de nombreux noms catalans de la région.

## Histoire
Lors de la révolte des Angelets (1661-1674) contre l'instauration de la gabelle du sel, Py est un bastion de résistance aux troupes de Louis XIV. Les angelets sont défaits le 5 mai 1670 au Coll de la Regina, au pied du Pla Guillem. Le village de Py se voit condamné au rasement total, du sel devant être répandu sur ses ruines.

## Politique et administration

### Liste des maires
| Période      | Période      | Identité          | Étiquette | Qualité |
| ------------ | ------------ | ----------------- | --------- | ------- |
|              |              |                   |           |         |
| janvier 1881 | octobre 1882 | Paul Sangerma     |           |         |
| octobre 1882 | mai 1886     | Etienne Pideil    |           |         |
| mai 1886     | mai 1888     | Baptiste Marty    |           |         |
| mai 1888     | mai 1908     | Louis Sangerma    |           |         |
| mai 1908     | mai 1925     | Paul Laforgue     |           |         |
| mai 1925     | mai 1929     | Isidore Llopet    |           |         |
| mai 1929     | octobre 1931 | Jacques Calvet    |           |         |
| octobre 1931 | mai 1935     | Jacques Rabat     |           |         |
| mai 1935     | août 1940    | Sébastien Calvet  |           |         |
| août 1940    | février 1941 | Paul Sangerma     |           |         |
| février 1941 | juin 1942    | Joseph Pacouil    |           |         |
| juin 1942    | octobre 1944 | Louis Calvet      |           |         |
| octobre 1944 | octobre 1945 | François Guitard  |           |         |
| octobre 1945 | mai 1953     | Joseph Giralt     |           |         |
| mai 1953     | mars 1977    | René Pideil       |           |         |
| mars 1977    | mars 2014    | Gérard Rabat      |           |         |
| mars 2014    | 18 mai 2020  | Louis Vila        |           |         |
| 18 mai 2020  | En cours     | Françoise Elliott |           |         |

## Population et société

### Démographie ancienne
La population est exprimée en nombre de feux (f) ou d'habitants (H).
| 1358 | 1365 | 1378 | 1515 | 1553 | 1709  | 1720 | 1767  | 1774  |
| ---- | ---- | ---- | ---- | ---- | ----- | ---- | ----- | ----- |
| 32 f | 28 f | 10 f | 5 f  | 8 f  | 109 f | 59 f | 400 H | 104 f |

| 1789  | - | - | - | - | - | - | - | - |
| ----- | - | - | - | - | - | - | - | - |
| 104 f | - | - | - | - | - | - | - | - |

Notes :
- 1358 et 1365 : pour Py et La Plane ;
- 1709 : pour Py et Mantet.

### Démographie contemporaine
L'évolution du nombre d'habitants est connue à travers les recensements de la population effectués dans la commune depuis 1793. Pour les communes de moins de 10 000 habitants, une enquête de recensement portant sur toute la population est réalisée tous les cinq ans, les populations de référence des années intermédiaires étant quant à elles estimées par interpolation ou extrapolation. Pour la commune, le premier recensement exhaustif entrant dans le cadre du nouveau dispositif a été réalisé en 2004.

En 2022, la commune comptait 79 habitants, en évolution de −14,13 % par rapport à 2016 (Pyrénées-Orientales : +3,92 %, France hors Mayotte : +2,11 %).
| 1793 | 1800 | 1806 | 1821 | 1831 | 1836 | 1841 | 1846 | 1851 |
| ---- | ---- | ---- | ---- | ---- | ---- | ---- | ---- | ---- |
| 495  | 493  | 457  | 538  | 576  | 598  | 572  | 605  | 667  |

| 1856 | 1861 | 1866 | 1872 | 1876 | 1881 | 1886 | 1891 | 1896 |
| ---- | ---- | ---- | ---- | ---- | ---- | ---- | ---- | ---- |
| 664  | 622  | 537  | 531  | 533  | 502  | 469  | 500  | 478  |

| 1901 | 1906 | 1911 | 1921 | 1926 | 1931 | 1936 | 1946 | 1954 |
| ---- | ---- | ---- | ---- | ---- | ---- | ---- | ---- | ---- |
| 451  | 437  | 423  | 328  | 287  | 234  | 223  | 157  | 170  |

| 1962 | 1968 | 1975 | 1982 | 1990 | 1999 | 2004 | 2006 | 2009 |
| ---- | ---- | ---- | ---- | ---- | ---- | ---- | ---- | ---- |
| 146  | 113  | 102  | 95   | 97   | 107  | 108  | 117  | 96   |

| 2014 | 2019 | 2022 | - | - | - | - | - | - |
| ---- | ---- | ---- | - | - | - | - | - | - |
| 93   | 80   | 79   | - | - | - | - | - | - |

| selon la population municipale des années : | 1968 | 1975 | 1982 | 1990 | 1999 | 2006 | 2009 | 2013 |
| Rang de la commune dans le département      | 167  | 139  | 185  | 170  | 179  | 170  | 183  | 187  |
| Nombre de communes du département           | 232  | 217  | 220  | 225  | 226  | 226  | 226  | 226  |

### Manifestations culturelles et festivités
- Fête patronale : 25 janvier[50] ;
- Fête communale : Pentecôte[50] ;
- Foire : 2e dimanche d'octobre[50].

## Économie

### Emploi
|                | 2008   | 2013   | 2018   |
| -------------- | ------ | ------ | ------ |
| Commune        | 8,6 %  | 14,5 % | 17,4 % |
| Département    | 10,3 % | 12,9 % | 13,3 % |
| France entière | 8,3 %  | 10 %   | 10 %   |

En 2018, la population âgée de 15 à 64 ans s'élève à 48 personnes, parmi lesquelles on compte 71,7 % d'actifs (54,3 % ayant un emploi et 17,4 % de chômeurs) et 28,3 % d'inactifs,. En  2018, le taux de chômage communal (au sens du recensement) des 15-64 ans est supérieur à celui de la France et du département, alors qu'il était inférieur à celui du département en 2008.
La commune fait partie de la couronne de l'aire d'attraction de Prades, du fait qu'au moins 15 % des actifs travaillent dans le pôle,. Elle compte 26 emplois en 2018, contre 27 en 2013 et 18 en 2008. Le nombre d'actifs ayant un emploi résidant dans la commune est de 27, soit un indicateur de concentration d'emploi de 93,6 % et un taux d'activité parmi les 15 ans ou plus de 47,2 %.
Sur ces 27 actifs de 15 ans ou plus ayant un emploi, 15 travaillent dans la commune, soit 54 % des habitants. Pour se rendre au travail, 50 % des habitants utilisent un véhicule personnel ou de fonction à quatre roues, 34,6 % s'y rendent en deux-roues, à vélo ou à pied et 15,4 % n'ont pas besoin de transport (travail au domicile).

### Activités hors agriculture

#### Secteurs d'activités
10 établissements sont implantés  à Py au 31 décembre 2019.
Le secteur du commerce de gros et de détail, des transports, de l'hébergement et de la restauration est prépondérant sur la commune puisqu'il représente 50 % du nombre total d'établissements de la commune (5 sur les 10 entreprises implantées  à Py), contre 30,5 % au niveau départemental.

### Revenus de la population et fiscalité
En 2010, le revenu fiscal médian par ménage était de 13 076 €.

### Agriculture
|               | 1988 | 2000 | 2010 | 2020 |
| ------------- | ---- | ---- | ---- | ---- |
| Exploitations | 13   | 6    | 6    | 9    |
| SAU (ha)      | 149  | 169  | 583  | 513  |

La commune est dans le Conflent, une petite région agricole occupant le centre-ouest du département des Pyrénées-Orientales. En 2020, l'orientation technico-économique de l'agriculture  sur la commune est l'élevage d'équidés et/ou d' autres herbivores. Neuf exploitations agricoles ayant leur siège dans la commune sont dénombrées lors du recensement agricole de 2020 (13 en 1988). La superficie agricole utilisée est de 513 ha,,.

## Culture locale et patrimoine

### Monuments et lieux touristiques
- Le tumulus de Collada Verda I.
- L'église Saint-Paul.

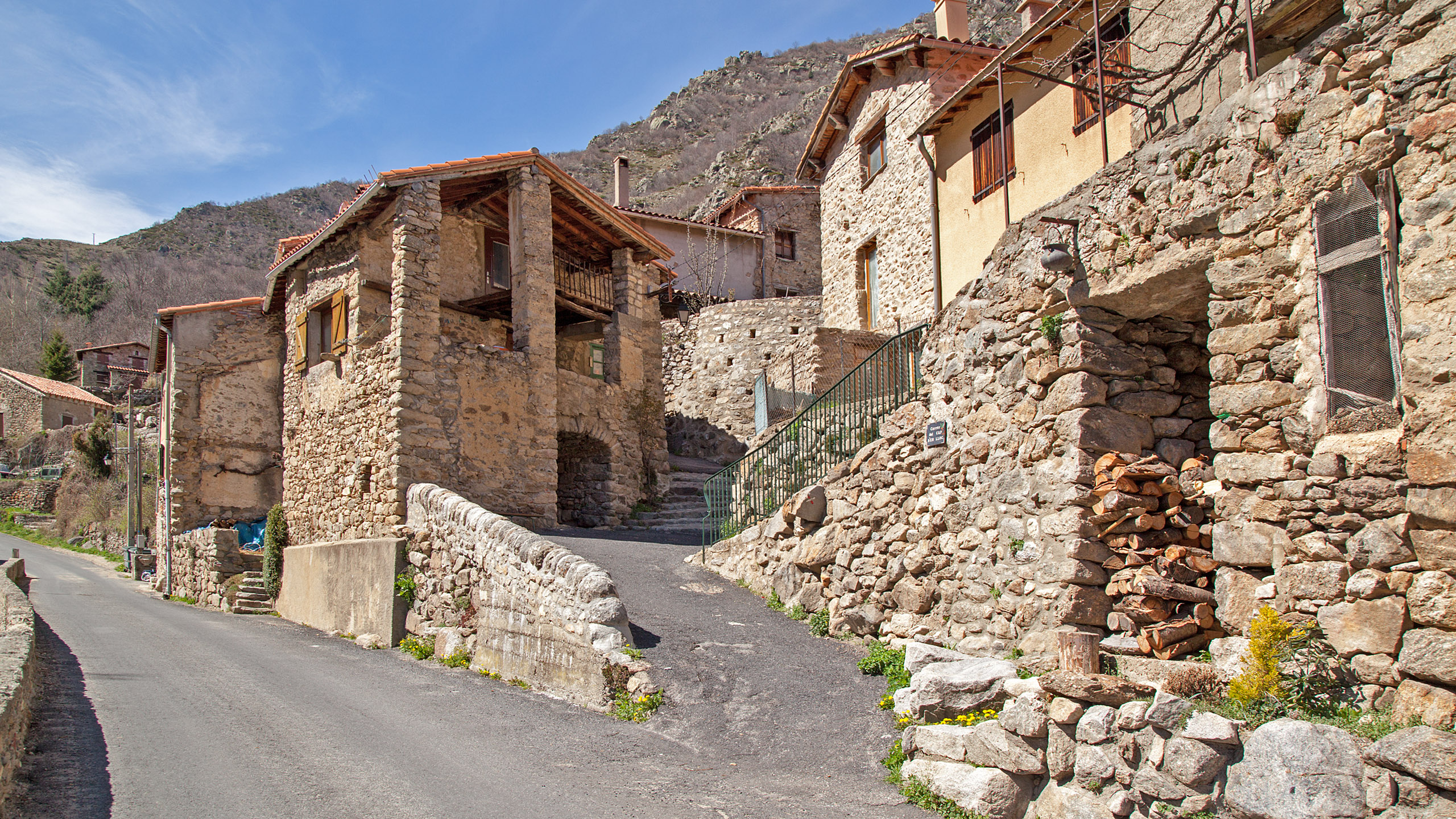
Vue du village
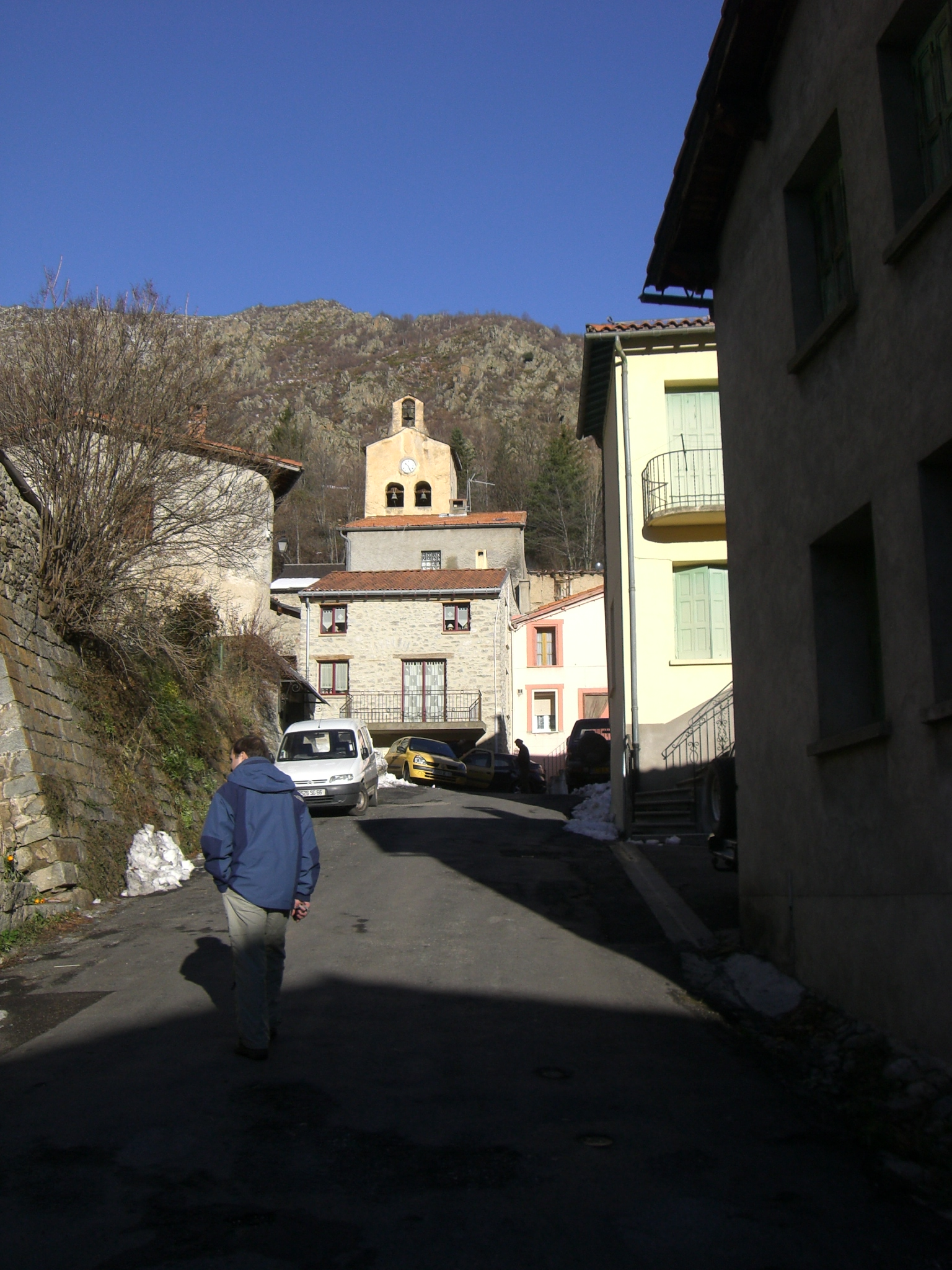
L'église Saint-Paul

### Héraldique
| Blason de Py | Blason  | D'or aux quatre pals de gueules, au chef aussi d'or chargé des lettres capitales P Y de sable. |
| Blason de Py | Détails | Le statut officiel du blason reste à déterminer.                                               |